# Südost-Institut
Das Südost-Institut (Kurzform: SOI) war ein Forschungsinstitut für Geschichte und Gegenwart der Länder Südosteuropas. Es wurde 1930 in München gegründet und befand sich seit 2007 in Regensburg, wo es im Rahmen des Wissenschaftszentrums Ost- und Südosteuropa Regensburg mit dem Institut für Ostrecht, dem Osteuropa-Institut und dem Ungarischen Institut kooperierte.

## Aufgaben
Das Südost-Institut wurde von der öffentlich-rechtlichen 'Stiftung für wissenschaftliche Südosteuropaforschung getragen' und durch Mittel des Freistaates Bayern (Bayerisches Staatsministerium für Wissenschaft, Forschung und Kunst) finanziert. Es förderte und veröffentlichte wissenschaftliche Arbeiten, hielt wissenschaftliche Tagungen ab und unterhielt eine wissenschaftliche Bibliothek. Eine weitere Aufgabe bestand in der Pflege der Beziehungen zu anderen, ähnliche Zwecke verfolgenden Institutionen und Organisationen und in deren Unterstützung bei der gemeinsamen Durchführung von Forschungsarbeiten. Zur Kernkompetenz zählte die länderübergreifende Grundlagenforschung und Herausgabe von Nachschlagewerken, Handbüchern und Quelleneditionen sowie von Fachmonographien. Zusätzliche thematische Schwerpunkte lagen insbesondere in Minderheitenforschung und Konfliktforschung.

## Geschichte
Das Südost-Institut wurde 1930 als „Institut zur Erforschung des deutschen Volkstums im Süden und Südosten“ gegründet. Unter seinem ersten Direktor Karl Alexander von Müller (1882–1964) widmete es sich zunächst der bairischen Siedlungsgeschichte in dieser Region.
Ab dem Eintritt von Fritz Valjavec (1909–1960) ins Institut (1935) wurde ganz Südosteuropa in den Blick genommen; vermehrt wurden Kontakte mit Wissenschaftlern aus Südosteuropa geknüpft.
Während des Zweiten Weltkriegs war Valjavec Professor an der Auslandswissenschaftlichen Fakultät der Universität Berlin, die dem Reichssicherheitshauptamt unterstellt war.
1951 nahm das Institut seine Arbeit wieder auf. Jetzt begann, als Ergänzung zur historischen, der Ausbau einer Gegenwartsabteilung. Im Zuge der Verlegung der Stiftung Wissenschaft und Politik von Ebenhausen nach Berlin zum Jahr 2001 wechselte auch das Personal dieser Abteilung in die Bundeshauptstadt. Das reduzierte Institut wurde 2007 auf Beschluss des bayerischen Wissenschaftsministeriums nach Regensburg verlegt.
Am 1. Januar 2012 ging es gemeinsam mit dem Osteuropa-Institut im neu gegründeten Institut für Ost- und Südosteuropaforschung auf, das rechtlich gesehen auf der Fortsetzung der „Stiftung für wissenschaftliche Südosteuropaforschung“ beruht. Das für die Geschichte der deutschen Südosteuropaforschung bedeutende Archiv des Südost-Instituts (das außer den Dienstakten nicht zuletzt große Personenbestände von Carl Patsch und Fritz Valjavec umfasst) ist im Bayerischen Hauptstaatsarchiv in München für die Forschung zugänglich.

### Direktoren
- Karl Alexander von Müller, 1930 bis 1936
- Friedrich Machatschek, 1936 bis 1951
- Karl August Fischer, 1951 bis 1955
- Fritz Valjavec, 1955 bis 1960
- Mathias Bernath, 1960 bis 1990
- Edgar Hösch, 1990 bis 2007
- Björn Hansen, 2007 bis 2008
- Ulf Brunnbauer, 2008 bis 2011

## Bibliothek
Die Bibliothek des Südost-Instituts umfasste etwa 120.000 bibliografische Einheiten. Sie war damit der zweitgrößte Partner in der Bibliothek im Wissenschaftszentrum Ost- und Südosteuropa. Für das Fachportal IREON wertete sie die Literatur Südosteuropas aus. Zusammen mit der Universitätsbibliothek Regensburg betrieb sie den Slowenischen Lesesaal.

## Publikationen
Zu der umfangreichen Publikationstätigkeit des Instituts zählten:

### Zeitschriften
- Südost-Forschungen. Internationale Zeitschrift für Geschichte, Kultur und Landeskunde Südosteuropas. Seit 1936 ff. - Ab Bd. 11 Oldenbourg, München; vorherige als Reprint Topos, Ruggell/Lichtenstein
- Verzeichnis der Artikel bis 2003 in Karl Nehring Hg.: Südost-Forschungen. Südost-Institut München 1930 - 2005. Südosteuropa-Bibliographie. Festschrift für Edgar Hösch 70. Geb.- Oldenbourg, München 2005. Mehrere Register (Autoren, Artikel, Personennamen, Ortsnamen; Zs. Südosteuropa seit Jg. 31, 1982; weitere Periodika und Arbeiten zum Thema. Satzung der Stiftung. Publikationen des E. H. - Allgemeine Südosteuropa-Bibliographie - Online durchsuchbar), ISBN 3-486-57887-1
- Südosteuropa (1952 ff., vierteljährlich) (Register für 1982–2003 im Sammelband wie vor)

### Handbücher
- Biographisches Lexikon zur Geschichte Südosteuropas (1974–1981, 4 Bände)

- Lexikon zur Geschichte Südosteuropas (2004)

- Geschichte Südosteuropas (2011)

### Reihen
- Südosteuropäische Arbeiten (1933–2011, 142 Bände)
- Südosteuropa-Bibliographie (1956–1992, 6 Bände)
- Untersuchungen zur Gegenwartskunde Südosteuropas (1957–2002, 37 Bände)